# Pentade di Reynolds
In medicina, la pentade di Reynolds è un insieme di segni e sintomi che suggeriscono una diagnosi di colangite ascendente ostruttiva, una grave infezione del sistema biliare. Si tratta di una combinazione della triade di Charcot (ittero, febbre, dolore addominale), con shock e uno stato mentale alterato. Talvolta, i due segni aggiuntivi sono elencati semplicemente come ipotensione e confusione mentale.

## Eponimo
Essa prende il nome dal chirurgo, B.M. Reynolds, che la descrisse nel 1959 insieme con il dottor Everett L. Dargan.